# Puls Raport

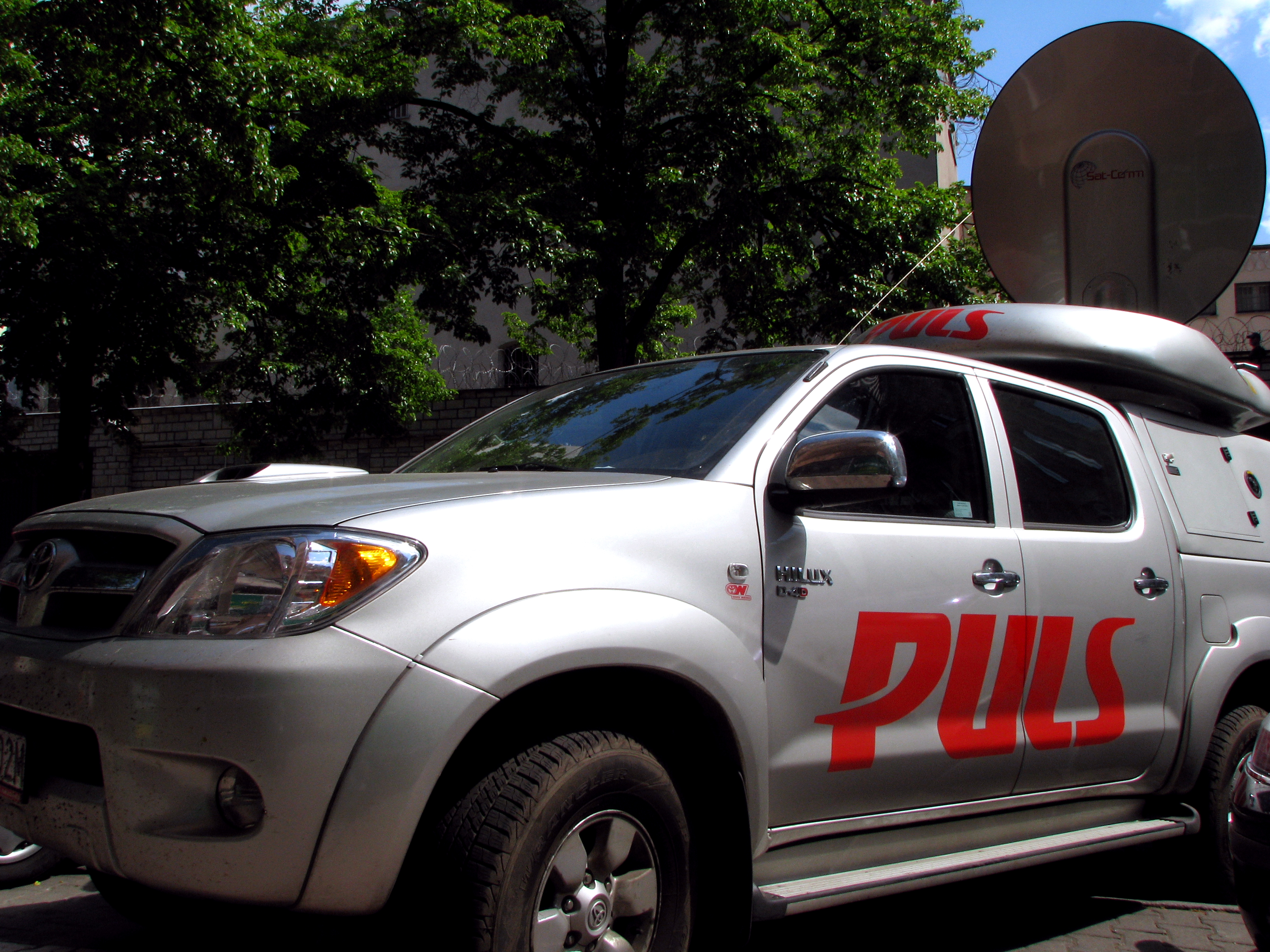
Wóz reporterski ze starym logo Telewizji Puls

Puls Raport – program informacyjny TV Puls, emitowany od 28 października 2007 do 16 lipca 2008. Jego poprzednikiem był Serwis Pulsu, ukazujący się do listopada 2002, który zastąpił Wydarzenia TV Puls 29 maja 2002. Redaktorem naczelnym programu była Amelia Łukasiak, natomiast szefem wydawców Krzysztof Karwowski.

## Historia
Początkowo program emitowany był o 19.30 i 22.00. Od 5 maja 2008 zmieniono pory nadawania na 18.30 i 22.00, odświeżono też studio. W tym dniu TV Puls rozpoczęła kampanię reklamową: TV Puls przyspiesza o godzinę.
W planach było również emitowanie wydania o godzinie 12.00 w dni powszednie. Wydanie miało wystartować 3 marca. Jako powód podano, że w studiu informacyjny nagrywane są również inne programy i emisja w tym czasie kolidowałaby z tymi nagraniami oraz nieprzygotowanie zespołu. Początkowo planowano, że wydanie wystartuje 25 lutego. Wydanie miało się nieco różnić od serwisów o 18.30 (wówczas 19.30) i 22.00. Pojawiłoby się więcej materiałów z zagranicy, do studia zapraszanoby gości.
14 lipca w związku z planowanym remontem głównego studia, emisję programu przeniesiono do newsroomu.
16 lipca w związku z decyzją rady nadzorczej telewizji Puls ogłoszono zakończenie nadawania codziennych programów informacyjnych. Ostatnie wydanie Puls Raportu zostało wyemitowane tego samego dnia, o godzinie 18:30.

## Ośrodki regionalne
Puls raport miał 4 ośrodki regionalne: w Krakowie, Gdańsku, Poznaniu i Wrocławiu
W ośrodku w Krakowie i Gdańsku pracowało po 5 osób (2 reporterów, 2 operatorów i 1 producent), a w pozostałych trzech oddziałach pracowały po 3 osoby (reporter, operator, producent). W 8 miastach Polski (Szczecin, Bydgoszcz, Piotrków, Olsztyn, Białystok, Lublin, Kielce, Katowice) dla programu pracowały ekipy freelancerskie.